# Бруни, Александр Константинович
Александр Константинович Бру́ни (5 [17] июля 1825, Красная Пахра, Подольский район — 31 января [13 февраля] 1915, Петроград) — русский архитектор из семьи Бруни, представитель эклектических необарокко и неоренессанса, автор проекта главного здания Томского университета. Академик Императорской Академии художеств (с 1851).

## Биография
Племянник знаменитого живописца николаевского академизма Фёдора Бруни. Родился в Московской губернии 5 (17) июля 1825 года.
Был вольноприходящим учащимся Императорской Академии художеств, которую окончил в 1844 году со званием неклассного художника за проект «Школа для бедных людей». В 1850 году получил звание «назначенного в академики»; в 1851 году — звание академика архитектуры за «проект музея для живописи и скульптуры». 
В 1845—1857 годах был архитектором Департамента военных поселений.
Участвовал в строительстве здания штаба кавалерийского корпуса в Елисаветграде, Нового Эрмитажа в Петербурге (помощник архитектора Н. Е. Ефимова, до 1846), придворных конюшен в Петергофе (помощник архитектора Н. Л. Бенуа, до 1851).
Архитектор Академии художеств в 1857—1858 годах; преподаватель начальных правил архитектуры в Академии художеств (1857—1859).
В 1859 году был избран архитектором Санкт-Петербургского кредитного общества. В 1860–1880-х годах имел значительную архитектурную практику в столице и провинции. Составил и реализовал более 20 проектов различных построек (доходных домов, особняков, дач) для Санкт-Петербурга.
В 1878 году был приглашён в состав специальной комиссии Министерства народного просвещения, возглавившей дело организации в Томске университета. По предложению комиссии он разработал проект университетских зданий, доработанный в Техническо-строительном комитете Министерства внутренних дел и в 1879 году утверждённый к исполнению.
Умер в Петрограде 31 января (13 февраля) 1915 года. Был похоронен на Успенском (впоследствии Северном) кладбище; могила была уничтожена при переустройстве некрополя в конце 1950-х — начале 1960-х годов.

## Проекты и постройки

### Санкт-Петербург
- Дом Л. П. Бруни. 3-я линия ВО, 24 (1859)[8]
- Особняк и доходный дом Н. Л. Тютрюмова — правая часть. 16-я линия ВО, 27 (1859)[9]
- Надгробный памятник Н. И. Уткину. Тихвинское кладбище — Некрополь мастеров искусств, Александро-Невская лавра (1860-е; до 1936 года — на Смоленском православном кладбище)
- Особняк В. И. Бирюковой. Биржевая линия ВО, 8 (1861)[10]
- Особняк О. Михальцевой. Академика Павлова ул., 12 (1865)
- Доходный дом. Маяковского ул., 4 (1865)[11][12]
- Ново-Александровский рынок. Садовая ул., 54 — Фонтанки наб., 123—125 — Вознесенский пр., 44—46 — Бойцова пер., 1—5 (1865—1868)[13]
- Дом Меняевых (перестройка). Невский пр., 90—92 (1866—1867)[14]
- Дом архитектора А. К. Бруни. 5-я линия ВО, 22 (1868—1869)[15]
- Доходный дом (перестройка). Большая Подьяческая ул., 37 — Никольский пер., 6 (1874)[16][17]
- Доходный дом Ф. Богданова (надстройка). 3-я линия ВО, 10 (1874)[18]
- Особняк М. Ф. Безак (перестройка). Жуковского ул., 17 (1875)[19]
- Доходный дом купца Н. П. Андреева — правая часть (надстройка и расширение). Средний пр. ВО, 3 — Тучков пер., 15 (1876)[20]
- Доходный дом (средняя часть и надстройка левой части). 4-я линия ВО, 45 (1876)[21]
- Доходный дом арх. А. К. Бруни. Тучков пер., 7 (1877)[22]
- Здание 5-й (Аларчинской) гимназии (внутренняя перестройка и расширение). Римского-Корсакова пр., 73 — Английский пр., 33 (1878)[23]
- Особняк М. П. Боткина (перестройка). Лейтенанта Шмидта наб., 41 — 18-я линия ВО, 1 (1883)[24][25]
- Жилой флигель. Кирочная ул., 18х (1883)[26]
- Дом Г. П. Елисеева. Фабрика кондитерских изделий Елисеевых. Конюшни Елисеевых. Биржевая линия ВО, 12 (1884)[27][28]
- Доходный дом Елисеевых. Биржевая линия ВО, 14 (1884)[29][30]

### Другие места
- Главное здание Томского университета (1880—1885), здания анатомического, хозяйственного корпусов, первой оранжереи ботанического сада, астрономического дома (1881—1888), церкви Иконы Божией Матери Казанская при университете[31];
- Памятник Александру II в Одессе (1891).

Кроме архитектурных проектов, Александр Бруни оставил после себя известный портрет поэта Аполлона Григорьева, датированный периодом не позднее 1846 года.

## Галерея

Примеры работ А. К. Бруни
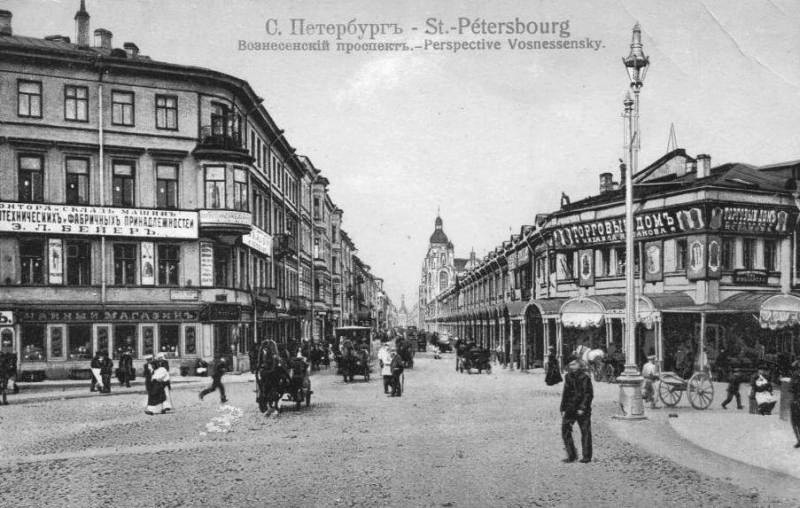
Ново-Александровский рынок в Петербурге (справа на почтовой карточке 1900–1910-х годов)
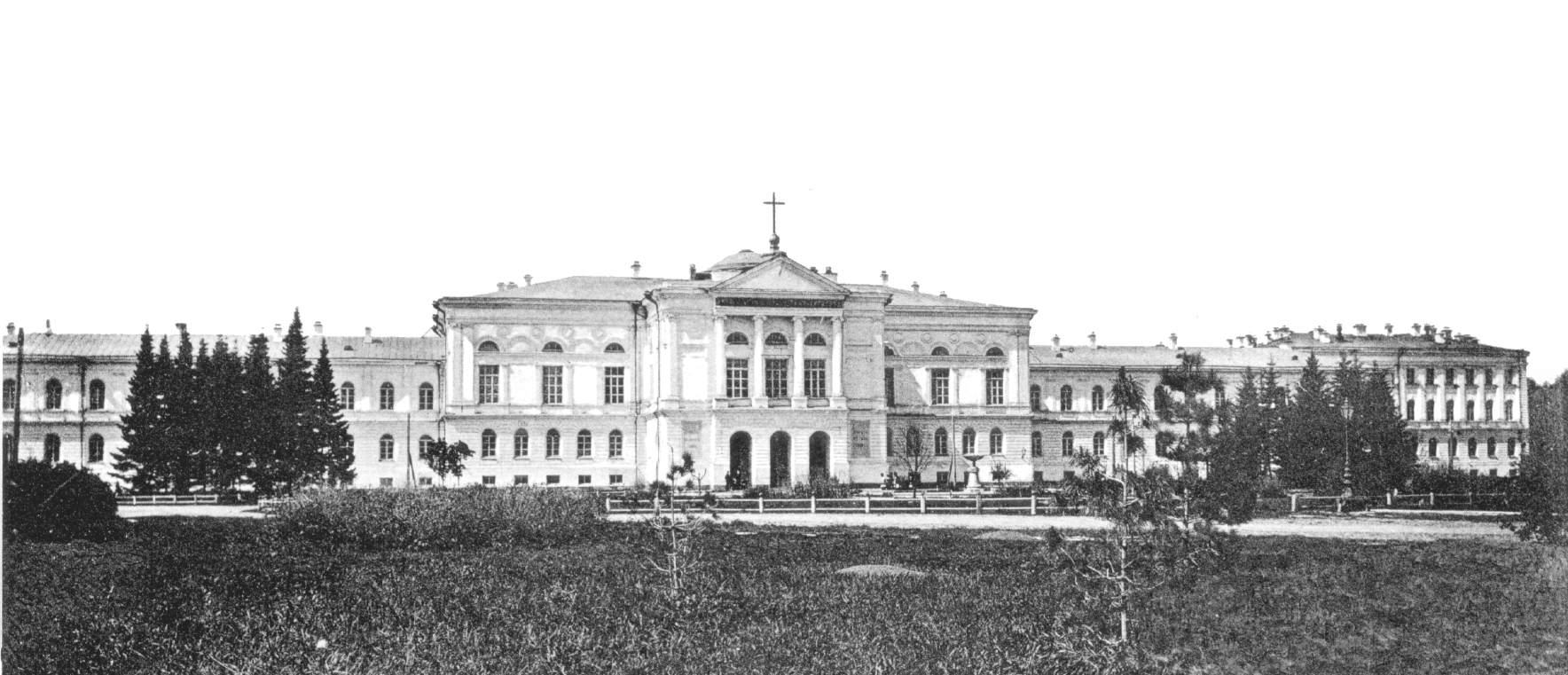
Главное здание Томского университета
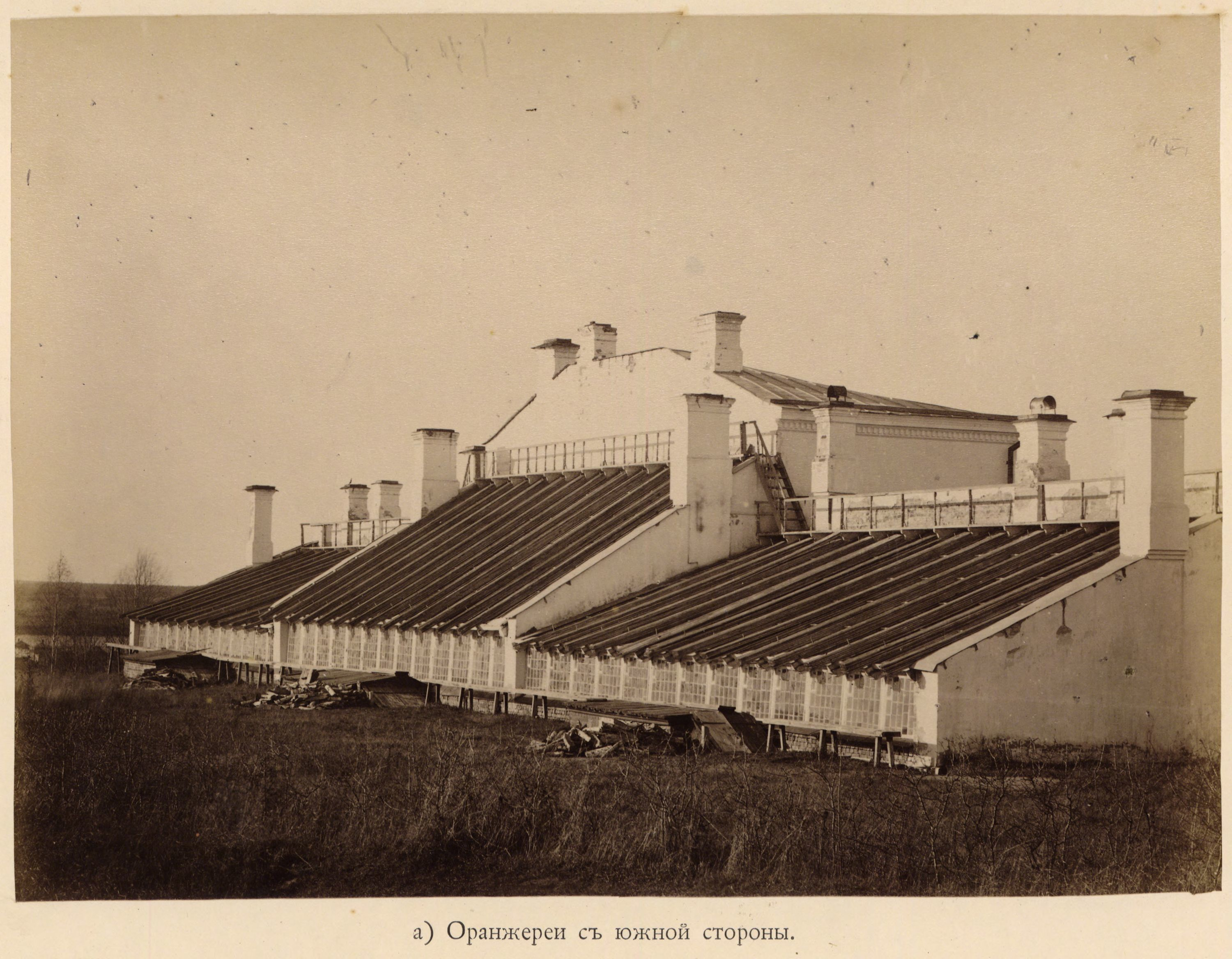
Вид оранжереи с южной стороны (Томск)
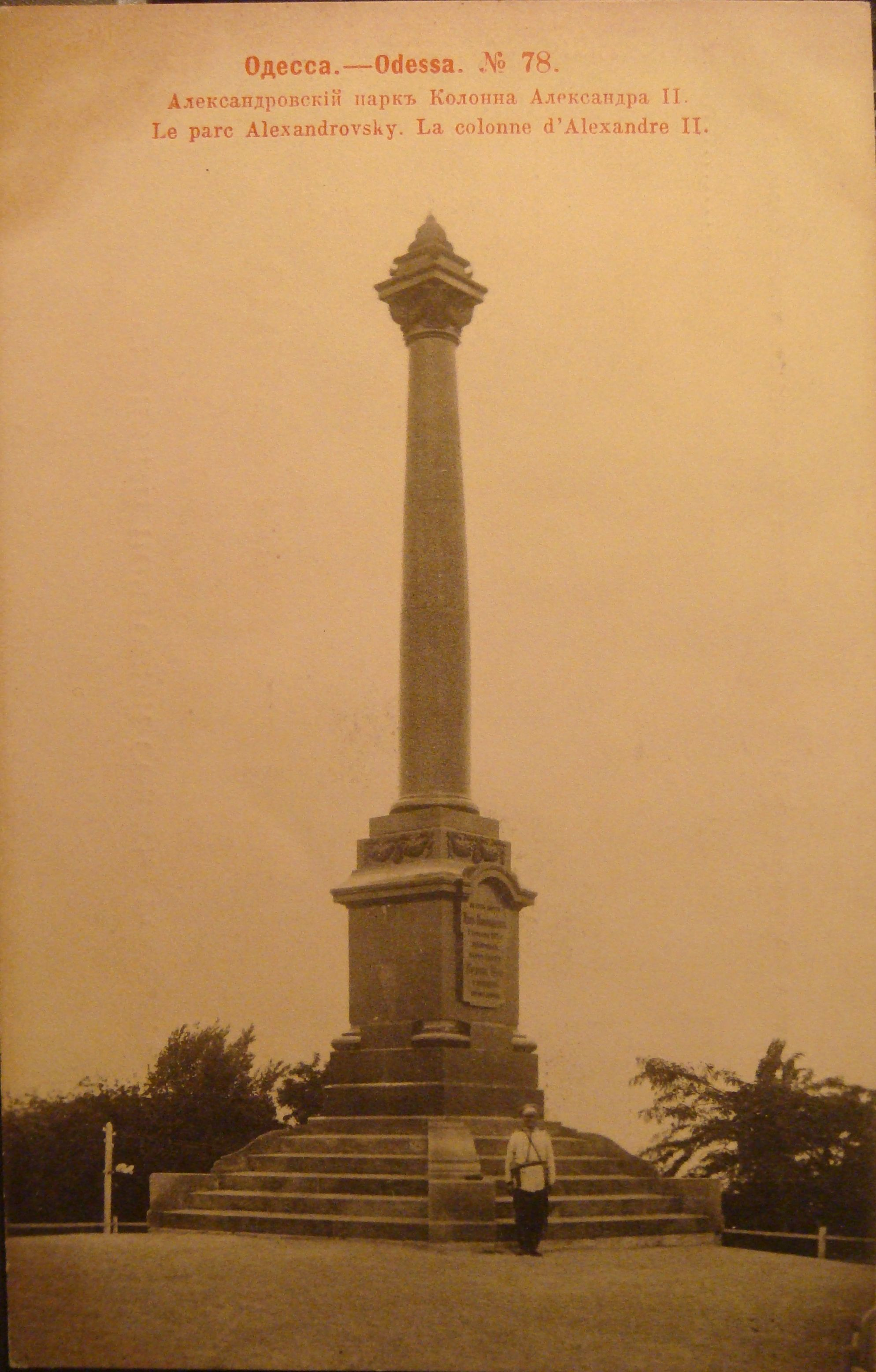
Памятник Александру II  в Одессе

## Семья
С 7 октября 1853 года был женат на купеческой дочери Любови Павловне Карякиной (13.03.1834—19.09.1890). Их дети:
- Екатерина (16.02.1855—1878), в замужестве Фогель
- Николай (20.09.1856—1935)
- София (10.04.1859—1926), была замужем за Б. К. Веселовским
- Александр (13.08.1860—1911)
- Константин (05.03.1862—1894); поручик Константин Бруни 8 сентября 1889 года женился на дочери дсс М. А. Сомина[35] Марии Михайловне; у них — две дочери: Елена (05.7.1890—?), в замужестве Савицкая; Ольга (18.05.1893—1909)
- Любовь (11.03.1865—29.04.1936)